# Trebava
Trebava är en bergskedja i Bosnien och Hercegovina. Den ligger i den nordöstra delen av landet, 110 km norr om huvudstaden Sarajevo.
I omgivningarna runt Trebava växer i huvudsak lövfällande lövskog. Runt Trebava är det ganska tätbefolkat, med 93 invånare per kvadratkilometer.